# Kapucijnapen en doodshoofdaapjes
De kapucijnapen en doodshoofdaapjes (Cebidae) zijn een familie van de orde primaten (Primates). De wetenschappelijke naam van de familie werd in 1831 gepubliceerd door Karel Lucien Bonaparte. Tot deze Zuid-Amerikaanse familie behoren de kapucijnapen en de doodshoofdaapjes. Vroeger werden ook de klauwaapjes en nachtaapjes tot deze familie gerekend.

## Kenmerken
Het zijn vrij kleine soorten. De Cebidae verschillen in grootte van het geel doodshoofdaapje (Saimiri oerstedii), dat 26 tot 30 centimeter lang en 600 tot 950 gram zwaar wordt, tot de bruine kapucijnaap (Cebus apella), die 32 tot 56,5 centimeter lang en 1,9 tot 4,8 kilogram zwaar wordt.

## Leefwijze
Ze eten voornamelijk vruchten en insecten. Ze leven voornamelijk in groepjes in bomen.

## Verspreiding en leefgebied
Cebidae leven voornamelijk in de regenwouden van Midden- en Zuid-Amerika, alhoewel sommige soorten zich ook in drogere bossen wagen. 

## Taxonomie
Voorheen werden de slingerapen, brulapen, oeakari's en alle andere Zuid-Amerikaanse apen tot de Cebidae gerekend, terwijl de klauwaapjes een eigen familie hadden, de Callitrichidae. Genetisch onderzoek wees echter uit dat de kapucijnaapjes en doodshoofdaapjes nauwer verwant zijn aan de klauwaapjes, waardoor deze dieren in één familie werden geplaatst. De klauwaapjes zijn echter morfologisch en genetisch genoeg verschillend, om een eigen familie te zijn. De overige Zuid-Amerikaanse apen worden in één of twee andere families geplaatst. De positie van de nachtaapjes is vooralsnog onduidelijk, maar waarschijnlijk zijn het primitieve verwanten van de Cebidae.
Deze familie bestaat uit 3 geslachten met 20 soorten.
- Familie: Cebidae (Kapucijnapen en doodshoofdapen) (20 soorten)
  - Onderfamilie: Cebinae (Kapucijnapen) (12 soorten)
    - Geslacht: Sapajus (Robuuste kapucijnapen) (8 soorten)
      - Soort: Sapajus apella (Bruine kapucijnaap)
      - Soort: Sapajus cay
      - Soort: Sapajus flavius
      - Soort: Sapajus libidinosus
      - Soort: Sapajus macrocephalus
      - Soort: Sapajus nigritus
      - Soort: Sapajus robustus
      - Soort: Sapajus xanthosternos (Geelborstkapucijnaap)

    - Geslacht: Cebus (Slanke kapucijnapen) (4 soorten)
      - Soort: Cebus albifrons (Witvoorhoofdkapucijnaap)
      - Soort: Cebus capucinus (Witschouderkapucijnaap)
      - Soort: Cebus kaapori
      - Soort: Cebus olivaceus (Treurkapucijnaap)

  - Onderfamilie: Saimiriinae (Doodshoofdaapjes) (8 soorten)
    - Geslacht: Saimiri (Doodshoofdaapjes)
      - Soort: Saimiri boliviensis (Boliviaans doodshoofdaapje)
      - Soort: Saimiri cassiquiarensis
      - Soort: Saimiri collinsi
      - Soort: Saimiri macrodon
      - Soort: Saimiri oerstedii (Geel doodshoofdaapje)
      - Soort: Saimiri sciureus (Grijsgroen doodshoofdaapje)
      - Soort: Saimiri ustus (Goudrugdoodshoofdaapje)
      - Soort: Saimiri vanzolinii (Zwart doodshoofdaapje)